# Carl Zeiss

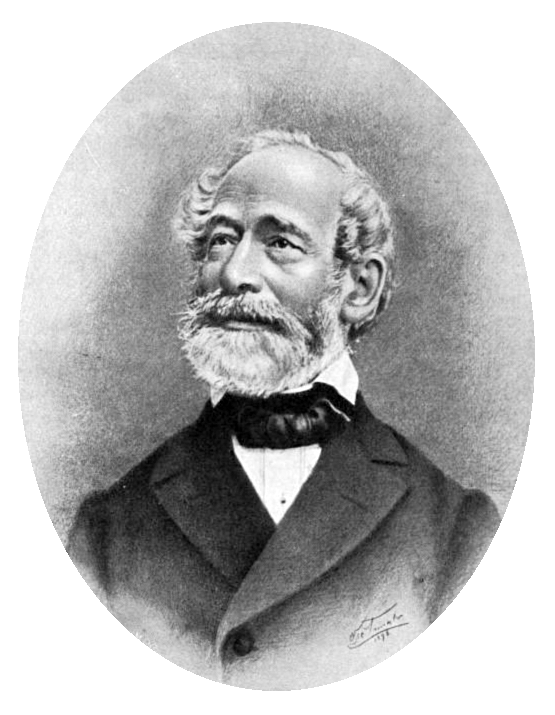
Carl Zeiss

Carl Zeiss (Weimar, 11 de setembre del 1816 – Jena, 3 de desembre del 1888) fou un fabricant alemany d'instruments òptics que fundà la companyia Carl Zeiss Jena (actualment, Carl Zeiss AG).
Zeiss feu contribucions que han estat molt importants per a la moderna fabricació de lents. Radicat a la ciutat de Weimar (Alemanya), els anys 1840 creà unes lents de gran qualitat que tenien "gran obertura", és a dir, que donaven unes imatges molt brillants. Després passà a establir-se a la ciutat de Jena. Al principi, les seves lents només s'empraven en la producció de microscopis, però quan s'inventà la càmera, l'empresa entrà de ple a la fabricació de lents per a càmeres.

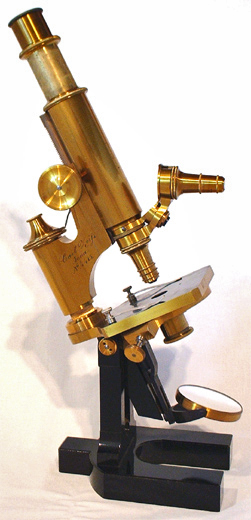
Gran microscopi de Carl Zeiss (1879).